# Abbazia di Altenburg
L'abbazia di Altenburg (in tedesco: Stift Altenburg) è un monastero benedettino situato ad Altenburg, in Austria.  Si trova a circa 30 km a nord di Krems an der Donau nel Waldviertel, nella Bassa Austria. Fu fondata nel 1144 dalla contessa Hildeburg di Poigen-Rebgau. Nel corso della sua storia subì numerose invasioni ed attacchi, e fu distrutta dagli svedesi nel 1645. Sotto l'imperatore Giuseppe II nel 1793 all'abbazia fu proibito di accettare nuovi novizi, ma a differenza di molti altri monasteri in Austria è riuscita a rimanere funzionale.
L'abbazia raggiunse la sua attuale forma barocca sotto la direzione degli abati Maurus Boxler e Placidus Much. La modernizzazione dell'abbazia è stata curata dall'architetto Josef Munggenast con il supporto di alcuni dei più illustri artisti e artigiani d'Austria: Paul Troger per gli affreschi, Franz Josef Holzinger per gli stucchi e Johann Georg Hoppl per i marmi. La struttura barocca che ha sostituito la precedente abbazia romanica è una delle migliori in Austria.

## Storia

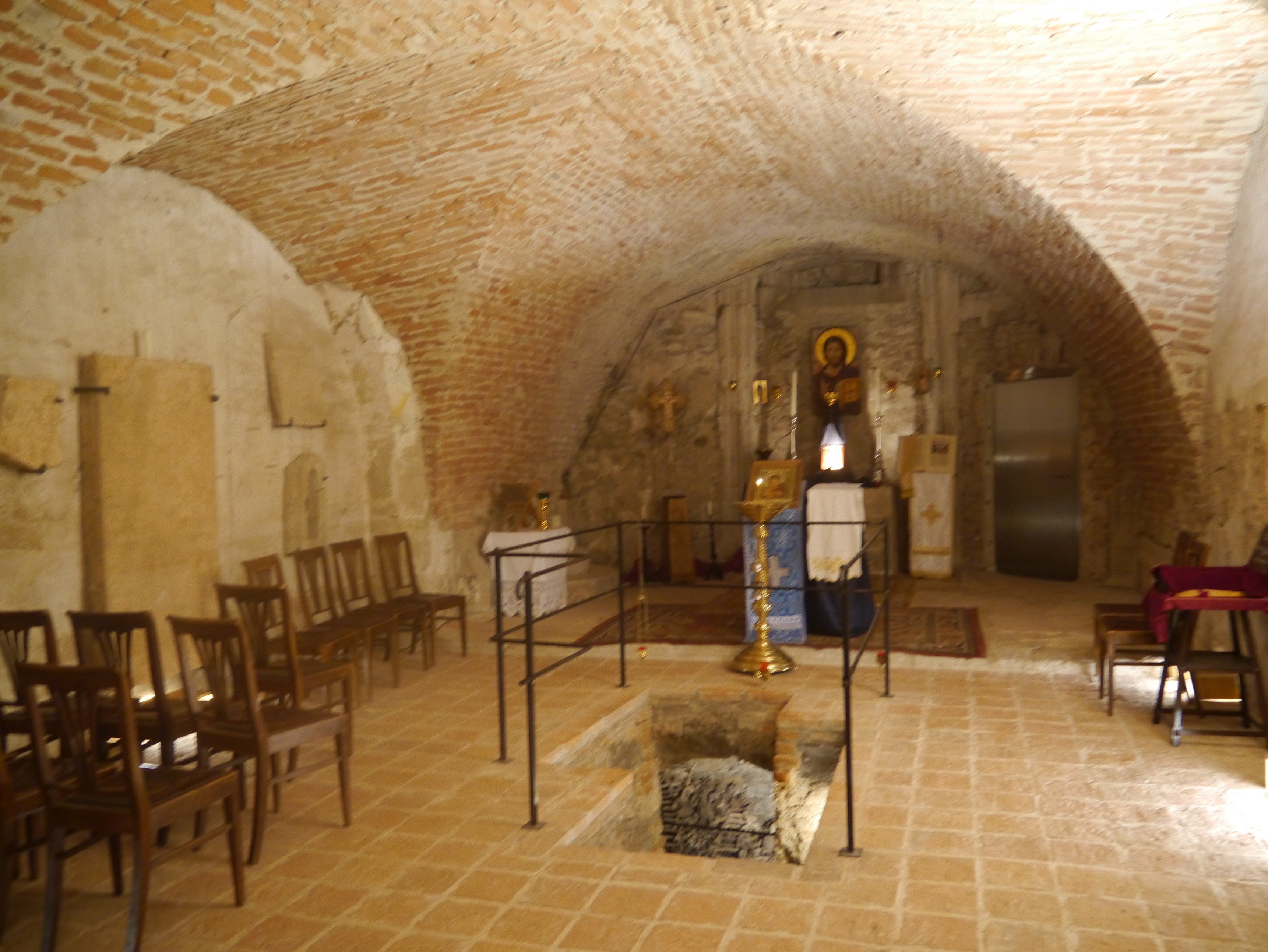
Il medievale "monastero sotto il monastero"

L'abbazia di Altenburg fu fondata nel 1144 dalla contessa Hildeburg di Poigen-Rebgau. Scavi archeologici effettuati dall'ufficio federale per i monumenti tra il 1983 e il 2005 hanno rivelato la data della fondazione nei resti di un muro del XII° secolo e di un chiostro romanico risalente al XIII secolo. Il monastero fu distrutto e ricostruito a seguito di numerosi attacchi. Il primo avvenne nel 1251 ad opera di  Ermanno V di Baden, seguito da altri dei Cumani tra il 1304 e il 1327 e inoltre durante la crociata Hussita dal 1427 al 1430. Fu poi attaccata da Boemia, Moravia ed Ungheria nel 1448, e dai turchi nel 1552.
Già nel 1327 furono eseguiti alcuni restauri da parte di Gertrude, vedova di Heidenreich von Gars. Nel 1645 gli svedesi distrussero l'abbazia.
La ricostruzione del monastero iniziò dopo la guerra dei trent'anni nei secoli XVII e XVIII. L'abbazia raggiunse la sua attuale forma barocca sotto la direzione degli abati Maurus Boxler e Placidus Much. La modernizzazione dell'abbazia è stata curata dall'architetto Josef Munggenast con il supporto di alcuni dei più illustri artisti e artigiani d'Austria:  Paul Troger per gli affreschi, Franz Josef Holzinger per gli stucchi e Johann Georg Hoppl per i marmi. Sotto l'imperatore Giuseppe II nel 1793 all'abbazia fu proibito di accettare nuovi novizi, ma a differenza di molti altri monasteri in Austria è riuscita a rimanere funzionale. Dopo la rivoluzione del 1848, i debiti dell'abbazia furono pagati con la vendita di alcune delle principali opere della cappella.
Il 12 marzo 1938 l'abate Ambros Minarz rifiutò di esporre la bandiera nazista con la svastica presso l'abbazia, il che portò alla sua occupazione da parte delle squadre d'assalto (organizzazione paramilitare del partito nazista) dal 17 marzo 1938. Per un breve periodo tra il 1940 e il 1941, i nazisti chiusero l'abbazia e nel 1941 fu sciolta. L'abate fu posto in stato di arresto e la comunità privata dei propri averi. Dal 1945 i locali furono utilizzati come alloggio dalle truppe Sovietiche. Sotto l'abate Maurus Knappek (1947–1968) gli edifici furono restaurati e la comunità monastica ristabilita.
Fin dal 1625, l'abbazia è stata membra della Congregazione d'Austria, e ora nella Confederazione Benedettina.
Scavi archeologici effettuati nella cappella hanno rivelato un medievale "monastero sotto il monastero". I reperti comprendono un refettorio, una sala capitolare, i laboratori e le celle dei monaci, un chiostro, uno scriptorium e una cappella gotica dedicata a San Vito

## Planimetria

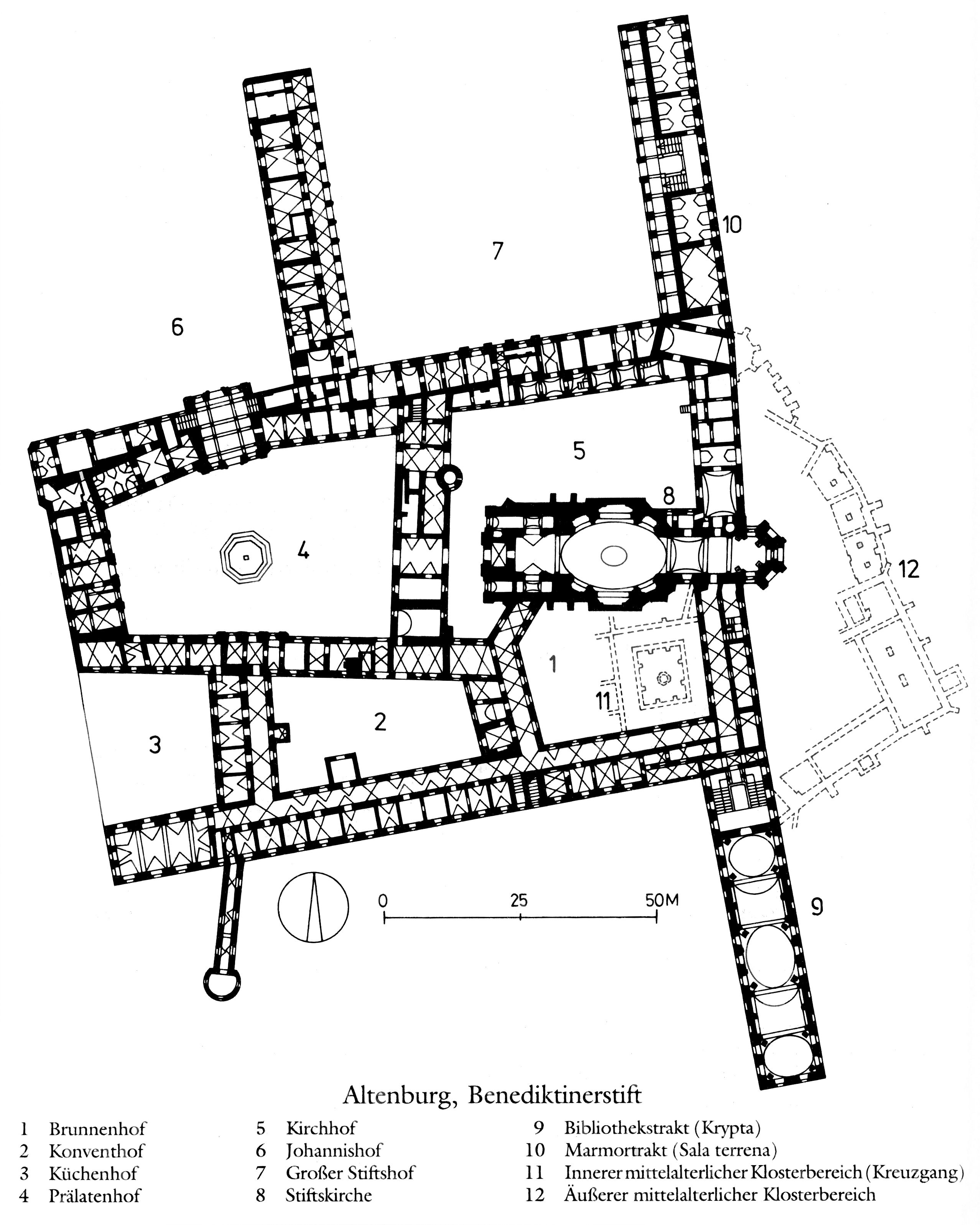
1. Corte della fontana, 2. Corte del convento, 3. Corte della cucina, 4. Corte dei prelati, 5. Corte della chiesa, 6. Corte di Giovanni, 7. Corte della grande abbazia, 8. Chiesa dell'abbazia, 9. Ala della biblioteca (Cripta), 10. Ala di marmo (Sala terrena), 11. Monastero medievale interno (Chiostro), 12. Monastero medievale esterno

L'abbazia occupa un'area molto vasta, con la facciata anteriore rivolta ad oriente. È lunga circa 200 metri ed è circondata da una serie di giardini.
Il complesso abbaziale ha 12 settori identificati:
1. Corte della fontana
2. Corte del convento
3. Corte della cucina
4. Corte dei prelati
5. Corte della chiesa
6. Corte di Giovanni
7. Corte della grande abbazia
8. Chiesa dell'abbazia
9. Ala della biblioteca (Cripta)
10. Ala di marmo (Sala terrena)
11. Monastero medievale interno (Chiostro)
12. Monastero medievale esterno

## Caratteristiche

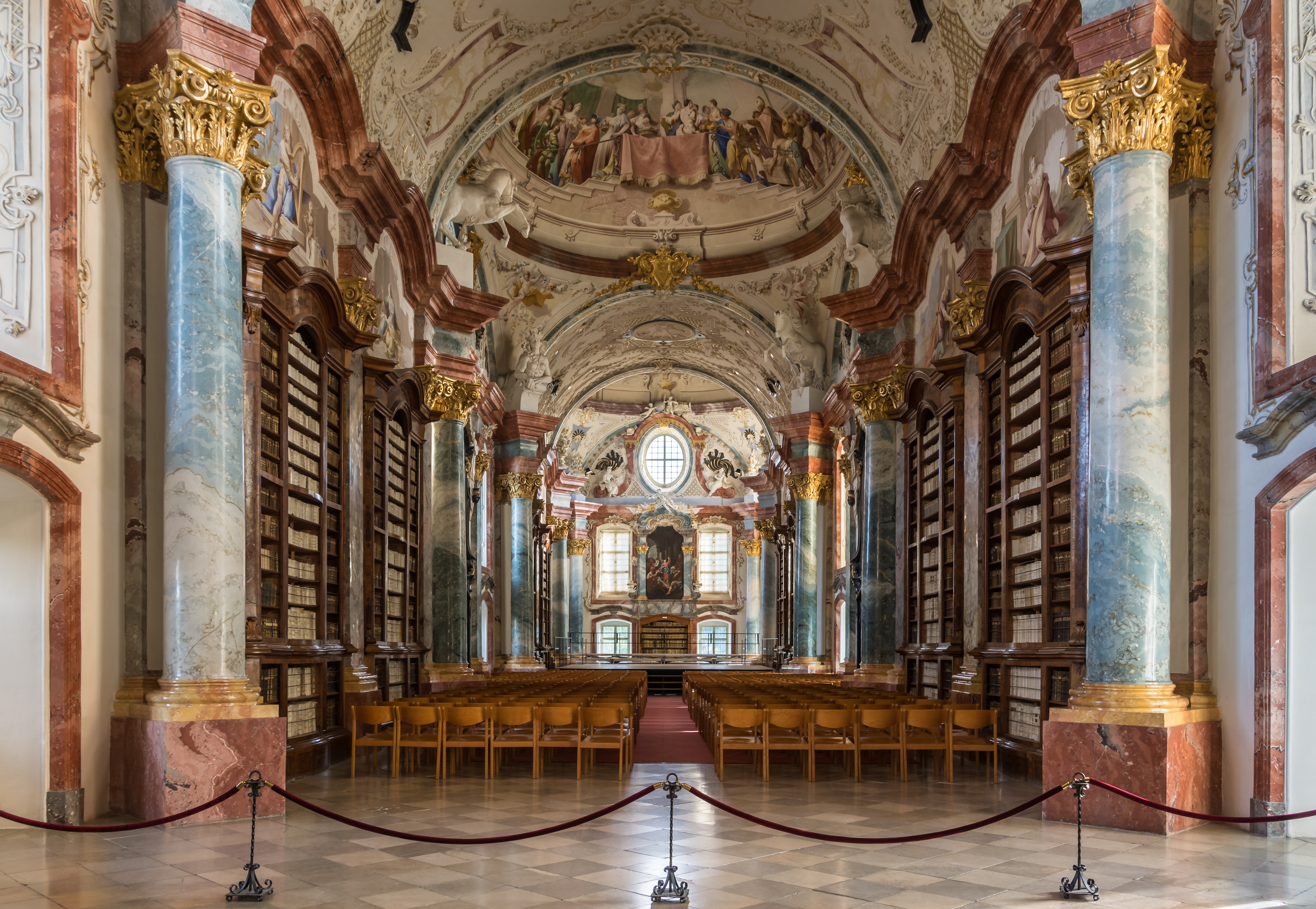
Biblioteca.

L'abbazia mostra una fusione di stile barocco e rococò stucco stili architettonici nei suoi interni. Durante la ricostruzione, la biblioteca, scala imperiale e sala di marmo sono stati aggiunti. La scala, la chiesa abbaziale e la biblioteca sono noti per gli affreschi dipinti da Paul Troger. Quelli nel vestibolo che porta alla biblioteca sono opera del suo allievo, Johann Jakob Zeiller.
La biblioteca, costruita nel 1740, è di stile barocco eleganza architettonica, una sala imponente che sale a tre piani di altezza. La sala biblioteca è di 48 m (157 ft) di lunghezza e il suo soffitto è decorato da affreschi realizzati da Paul Troger. Tra i tanti affreschi, i più caratteristici sono il  giudizio di Salomone, la sapienza di Dio e la luce della fede. Sotto la biblioteca c'è un grande cripta decorata con molti affreschi di artisti sconosciuti; una scena particolare, d'aspetto truce, è quella della danza macabra.
La chiesa è a forma ovale e ha una cupola. Fu restaurata nel 1730-1733 da Joseph Munggenast. La cupola è decorata da affreschi Troger. La caratteristica principale della pala d'altare è un dipinto dell'assunzione di Maria, sormontata da una rappresentazione della trinità.

## Giardini

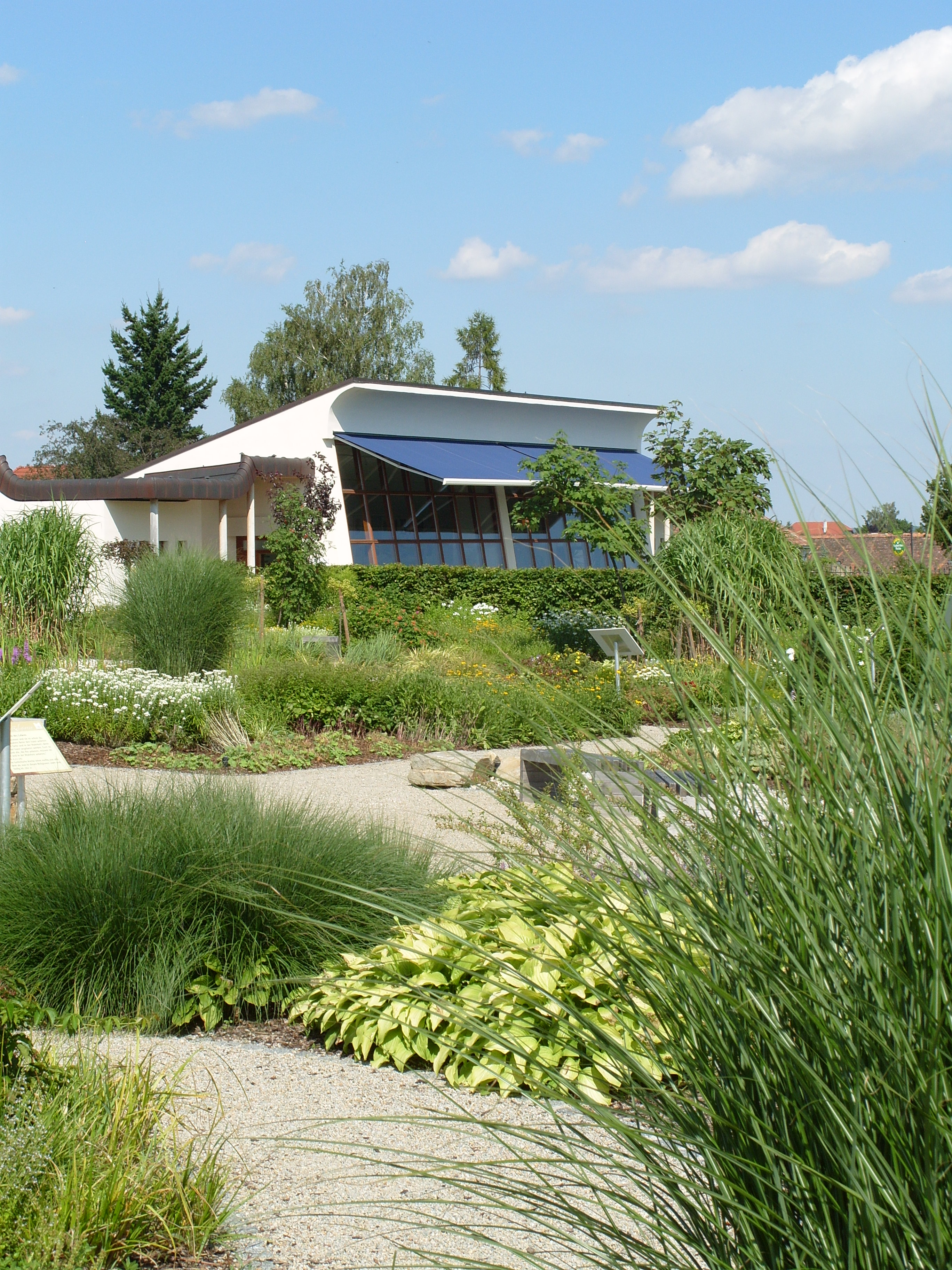
Giardino delle religioni

Negli ultimi anni è stata realizzata una serie di giardini ben curati in stili diversi intorno al monastero. Sono stati tutti sviluppati dagli stessi monaci con l'assistenza del progetto Natur im Garten, nonché dai vivai della zona.
Un tempo parco dell'abbazia, il Giardino delle religioni (Der Garten der Religionen) è il più grande dei giardini dell'abbazia ed è utilizzato per la coltivazione degli alberi di Natale e da frutta. Il parco si compone di cinque aree verdi dedicate alle più grandi religioni al mondo: induismo, buddhismo, ebraismo, cristianesimo ed islam. In esso vi è anche un grande stagno naturale circondato da un prato pieno di fiori di campo, un gruppo di alberi e il vecchio boschetto di prugni dove possono essere osservati animali della zona. Vi è anche una zona con alberi di melo che richiamano il tema del "monastero sotto il monastero".
Il Giardino officinale (Der Apothekergarten) sul lato orientale del convento è stato sviluppato sul luogo in cui una volta vi era il giardino delle erbe utilizzate per scopi medicinali nel medioevo. L'attuale giardino è stato realizzato secondo le linee più moderne della scienza orticulturale.
Il Giardino della Creazione (Der Schöpfungsgarten) è stato creato nella parte meridionale della chiesa abbaziale dove un tempo sorgeva il Giardino dell'Origine. Il tema del parco è teologico: il racconto della creazione. La panchina sotto il grande albero di noce è stata citata come uno dei luoghi migliori per passare una calda giornata d'estate.
Il giardino della tranquillità (Der Garten der Stille), la più recente area aggiunta, è stato sviluppato verso est nel luogo un tempo usato come riserva di caccia. Si tratta di un giardino naturale paesaggistico costituito da un frutteto, un vigneto, una zona per le farfalle, alveari di insetti e un giardino da hobby. Ci sono 11 sculture in pietra realizzate da Eva Vorpagel-Redl, posizionale in punti strategici lungo i sentieri che conducono alla zona della foresta. Vi è anche una piattaforma che offre viste sull'imponente facciata orientale della cappella e sulla parte orientale del monastero medievale.
Il Kreuzganggarten è semplicemente il giardino del chiostro.

## Galleria d'immagini

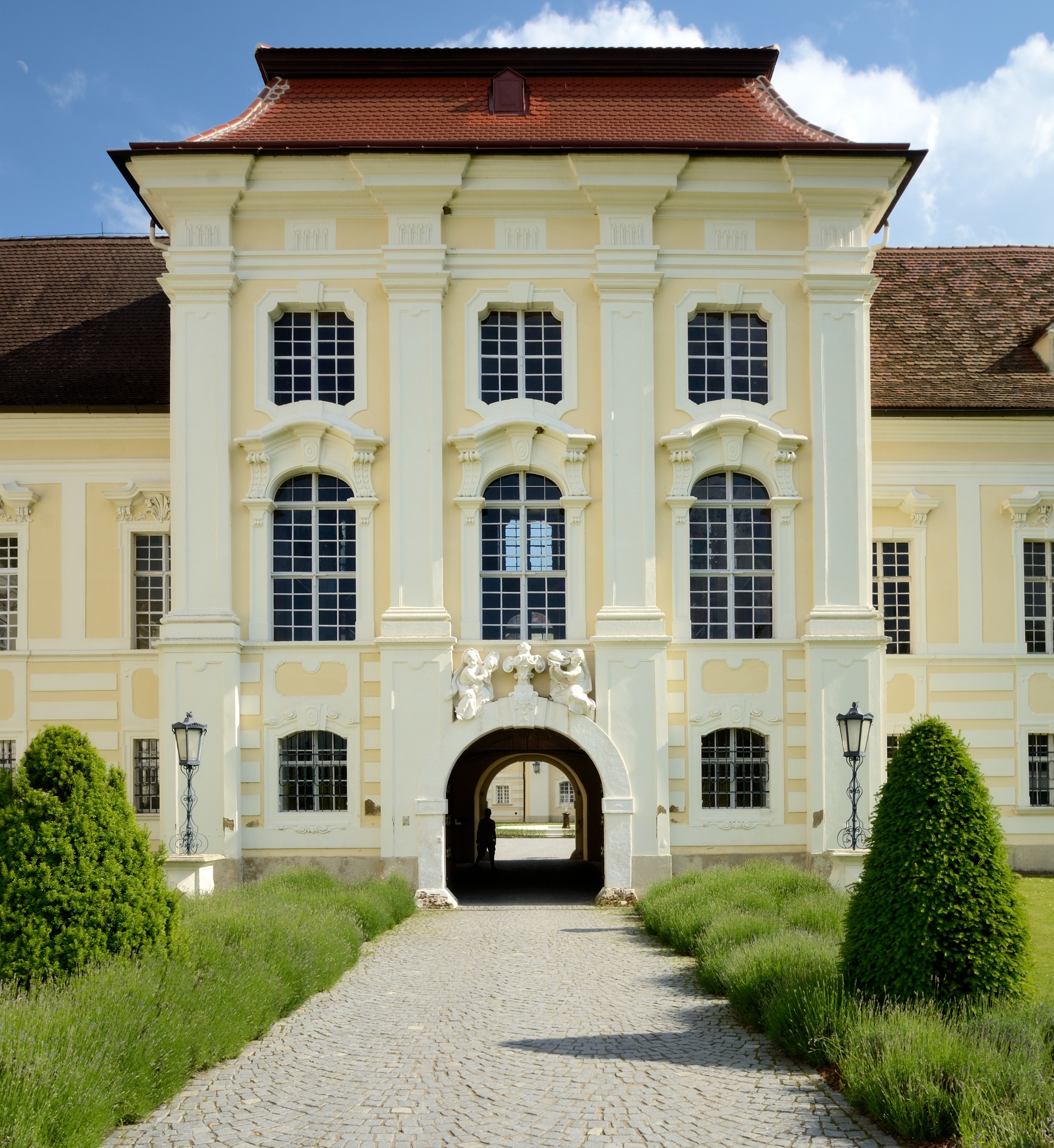
Ingresso principale
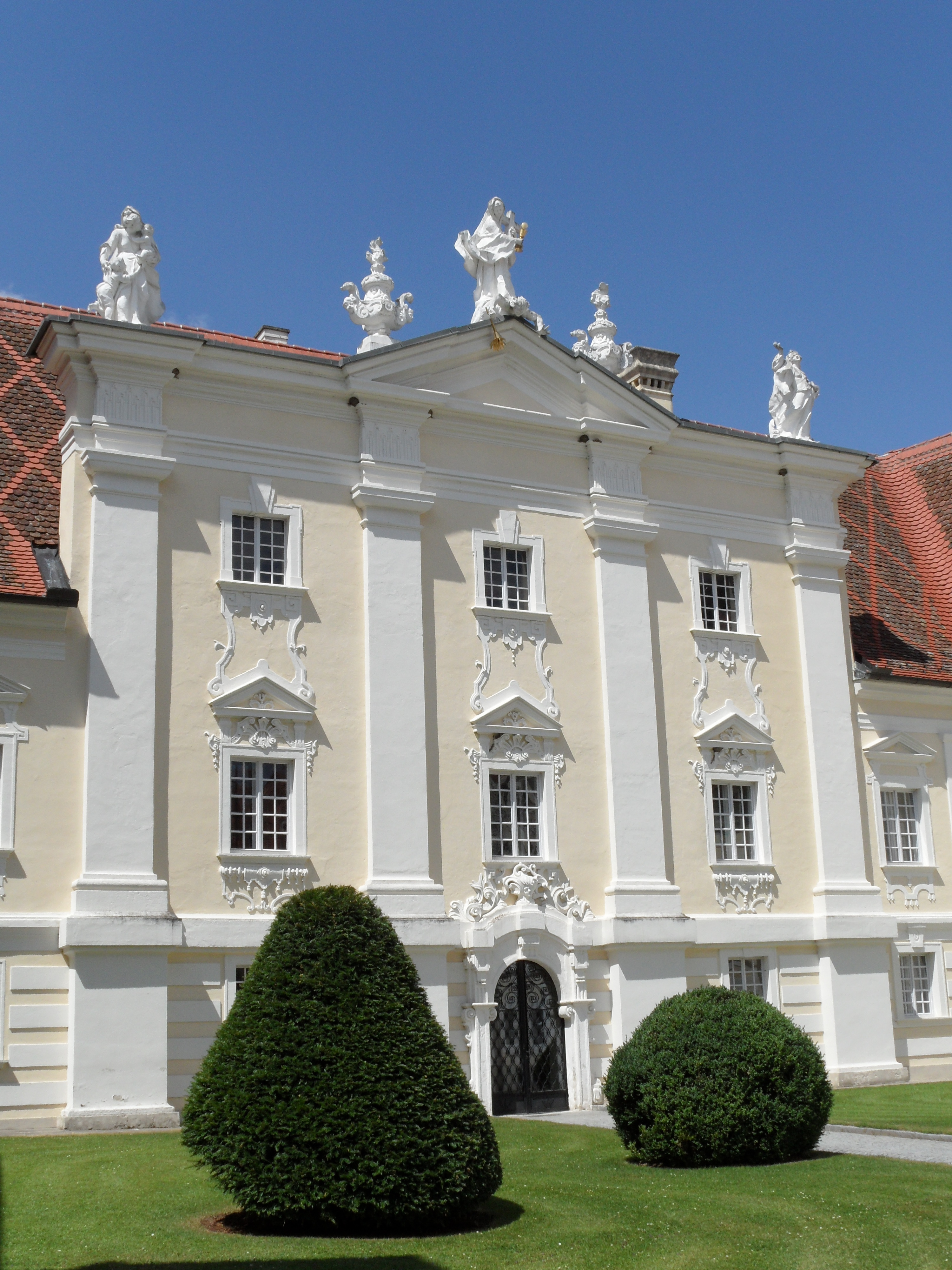
Prelatura
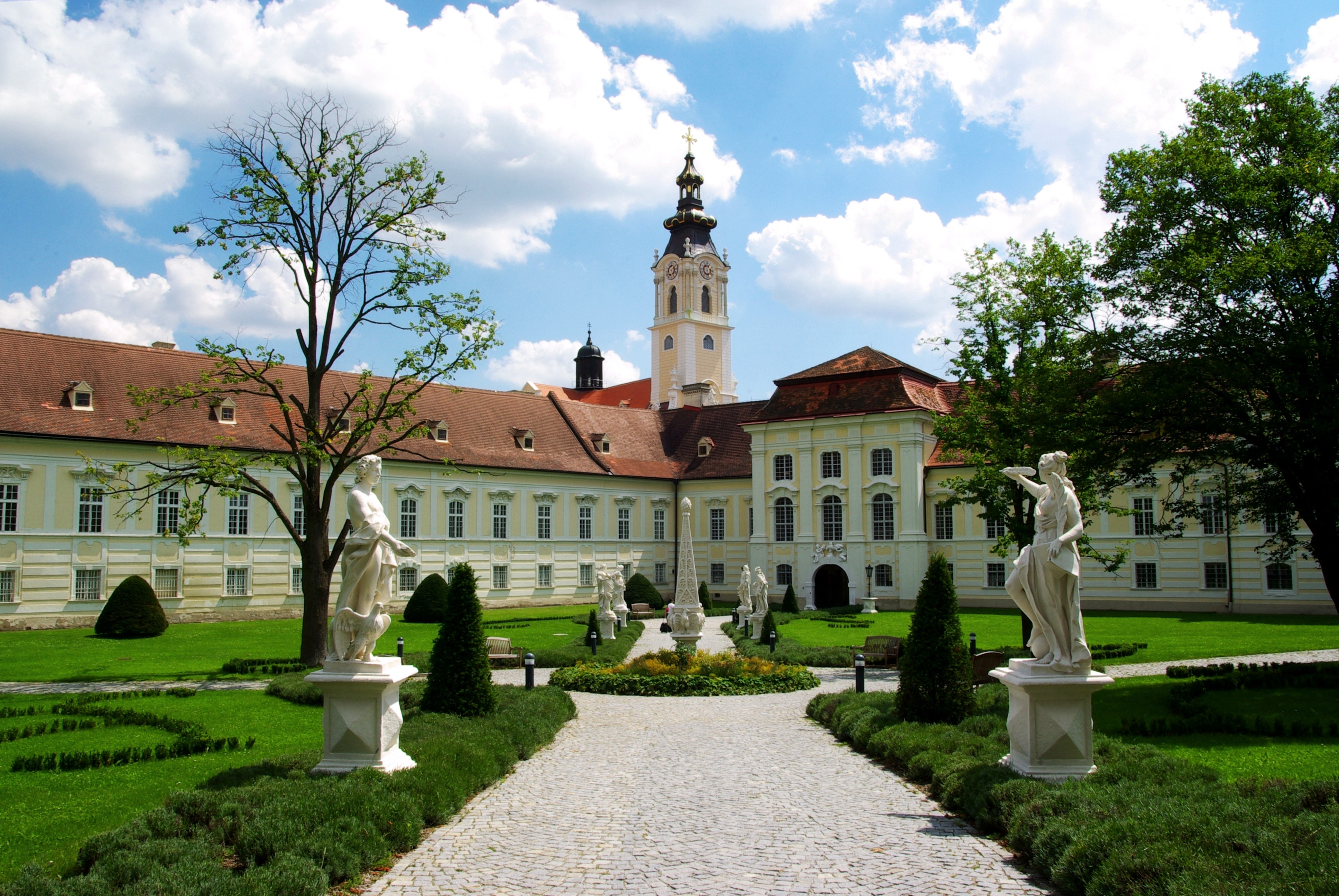
Vista esterna dell'abbazia e dei giardini
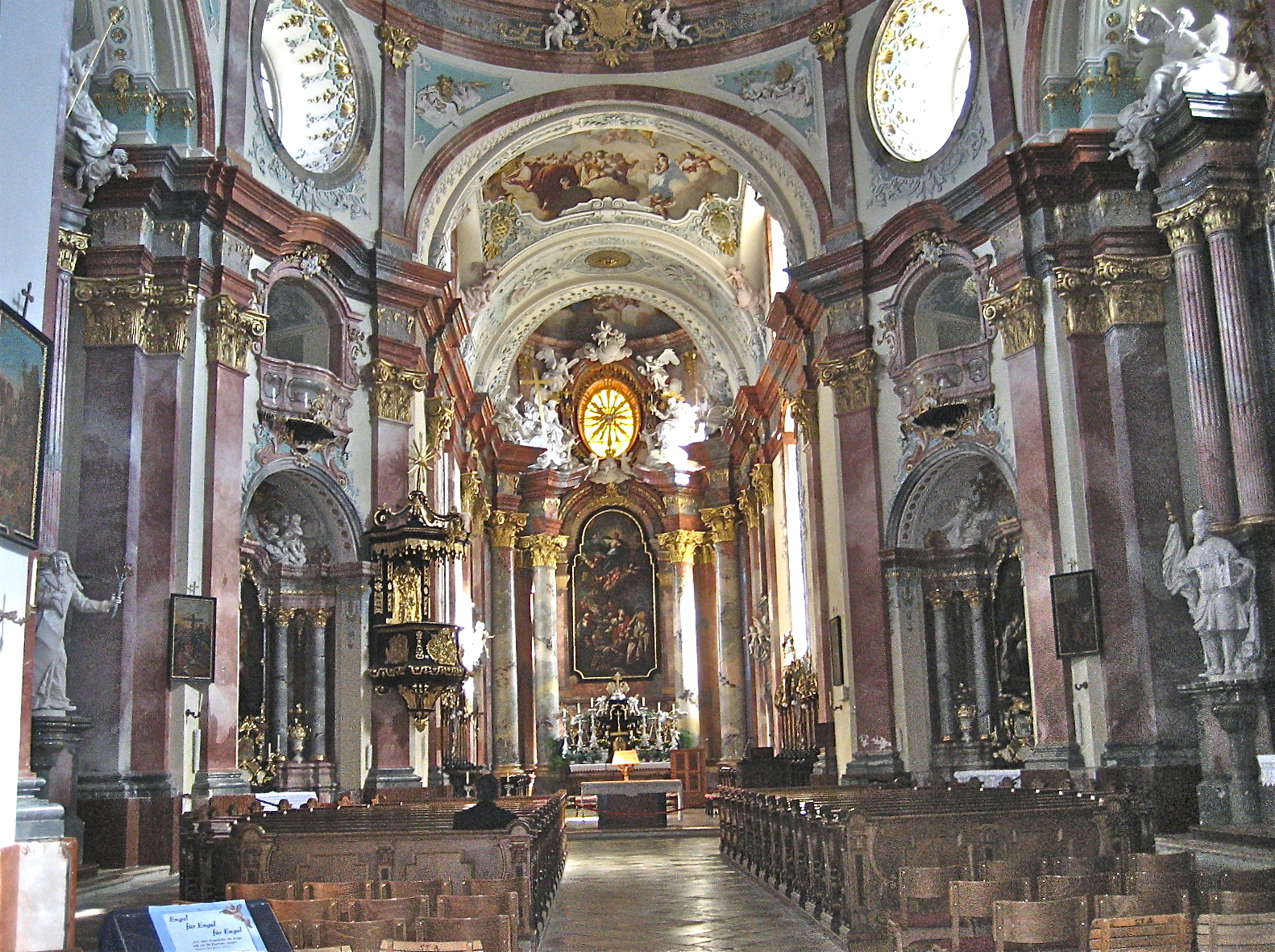
Vista interna
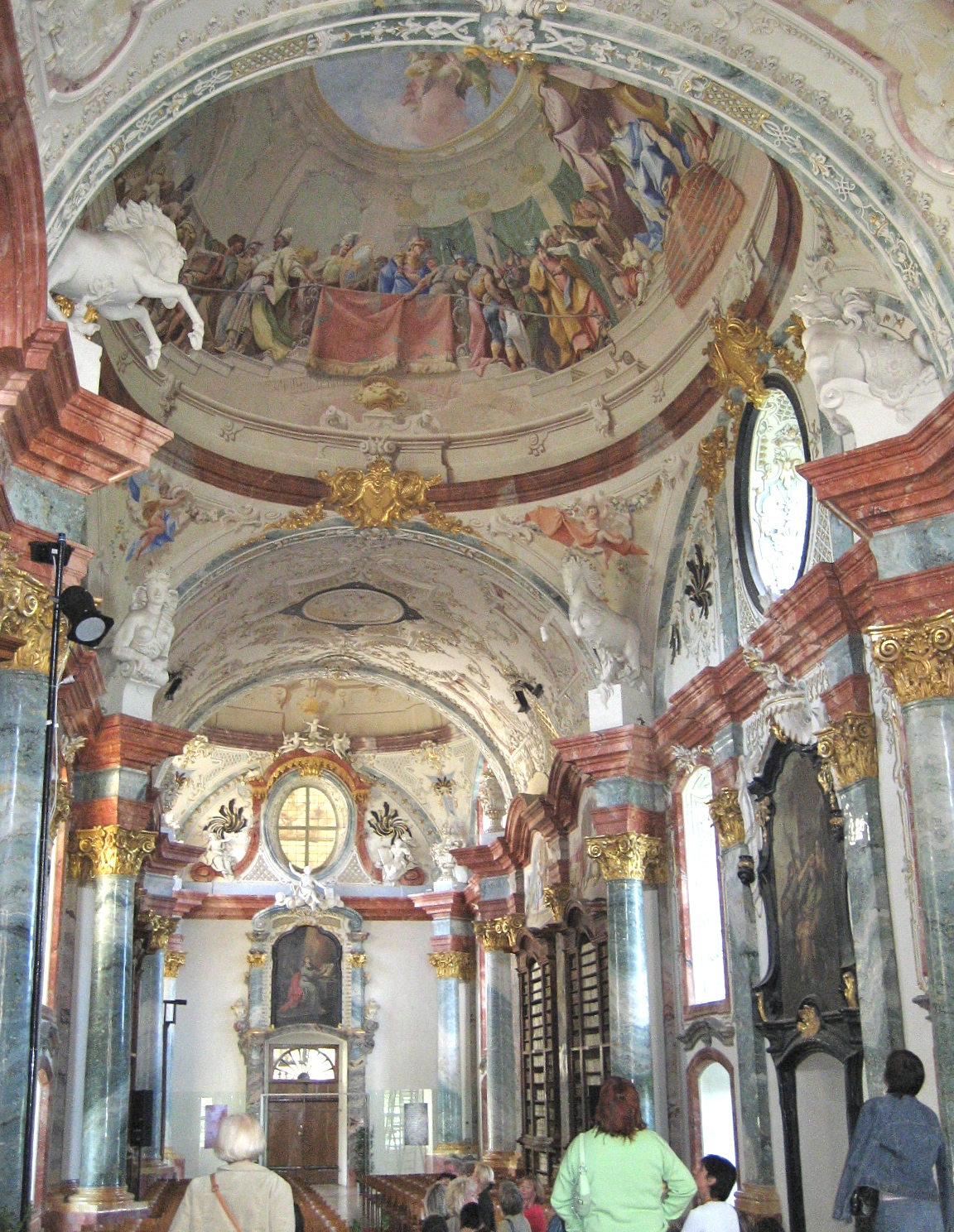
Vista interna
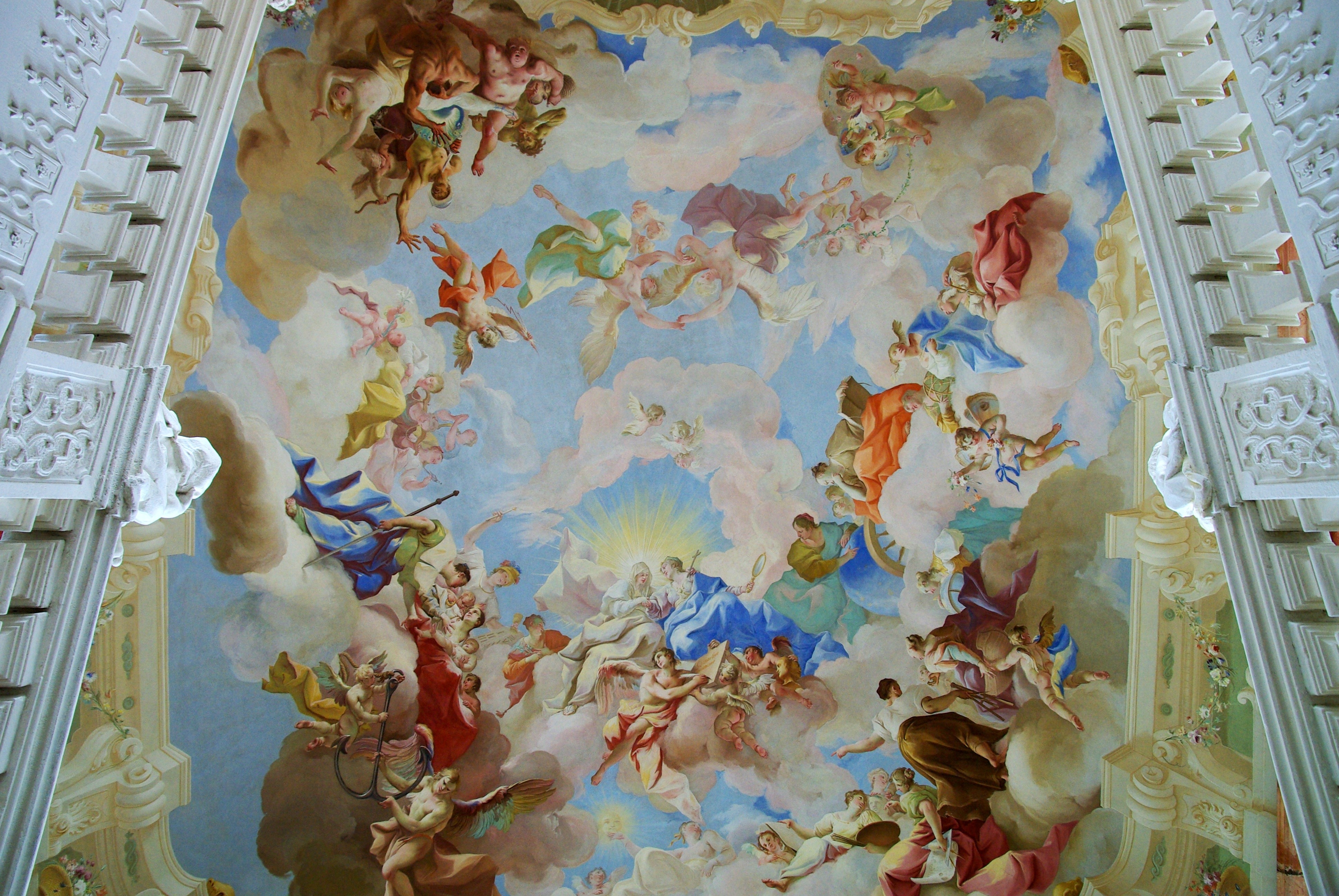
Affreschi sulla scala imperiale
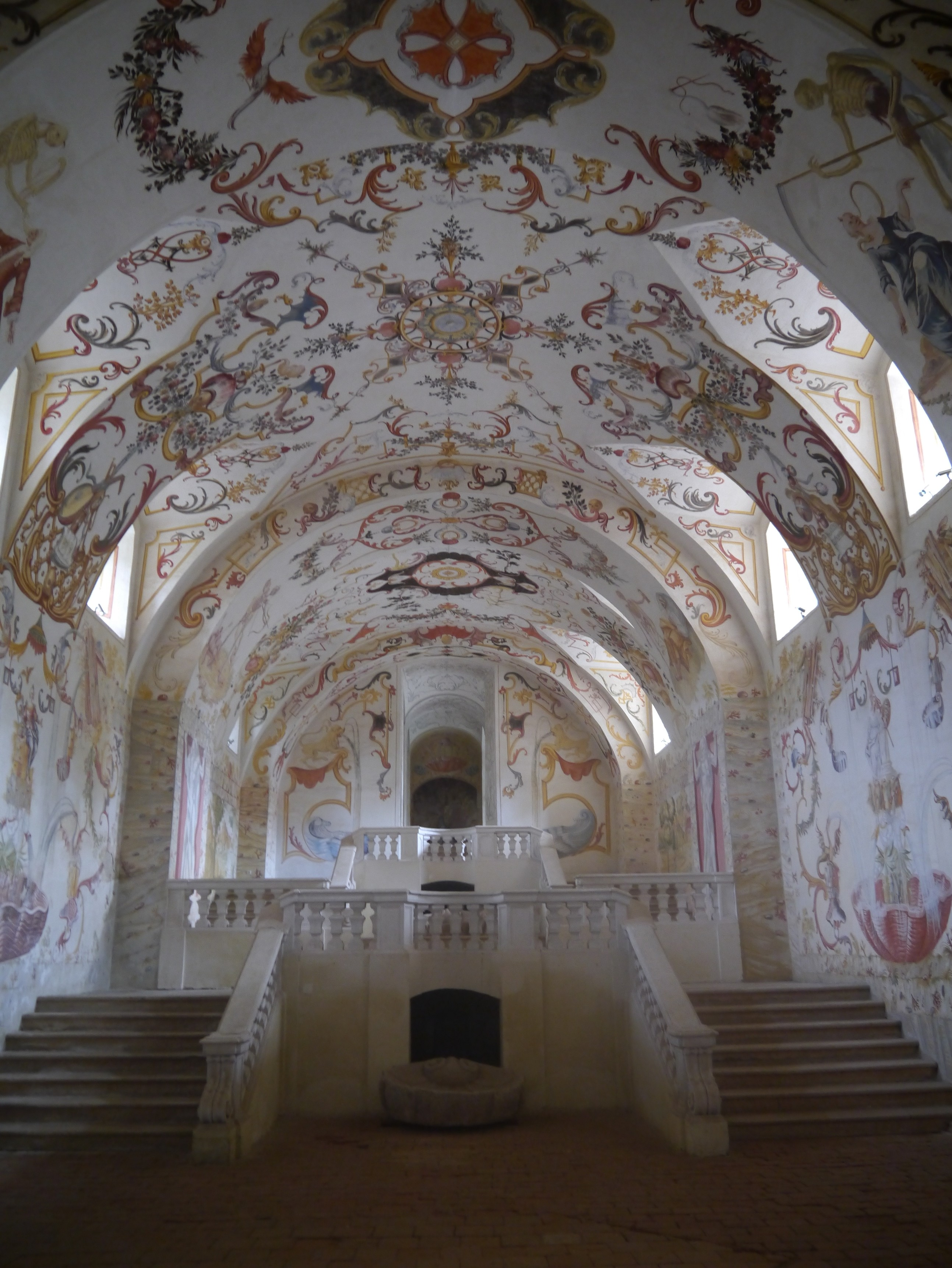
Cripta sotto la biblioteca